# Nieuwmarkt

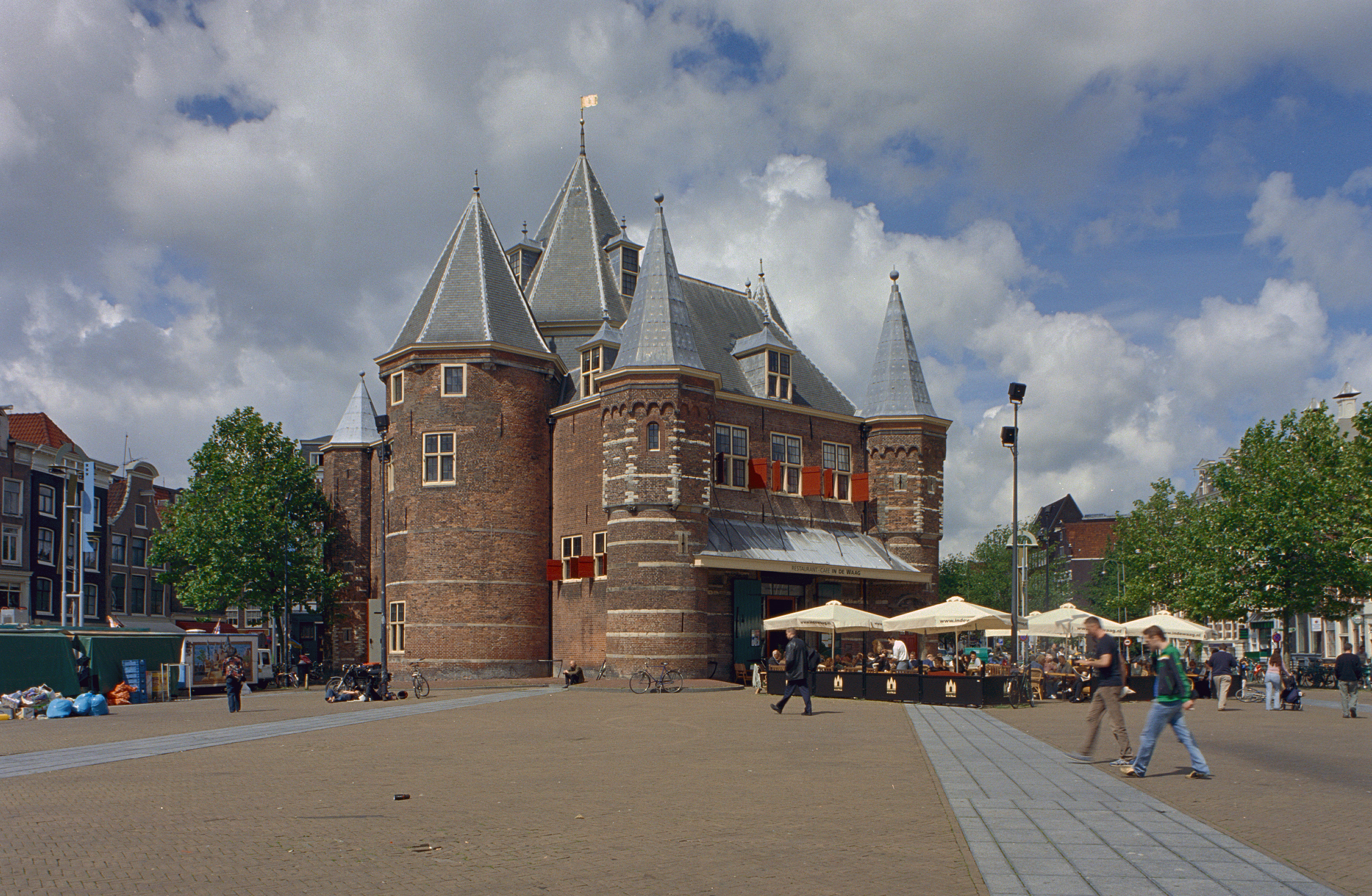
El Waag en 2002.

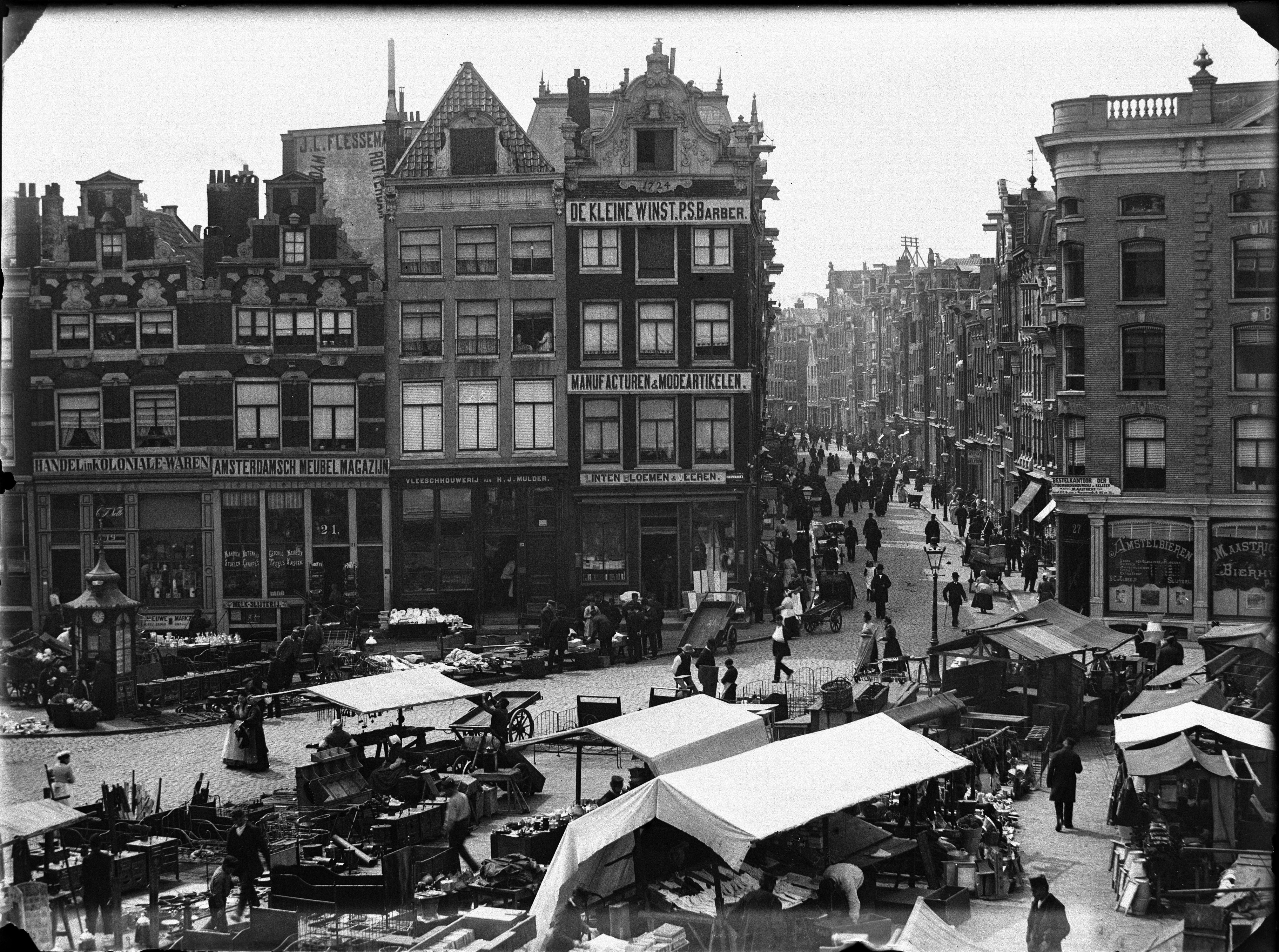
Nieuwmarkt en 1890.

Nieuwmarkt ("Nuevo mercado") es una plaza del centro de la ciudad de Ámsterdam (Países Bajos). La zona de los alrededores es conocida como Nieuwmarktbuurt (distrito Nieuwmarkt). Se encuentra situado en el barrio de Amsterdam-Centrum.
La plaza se considera parte del Barrio Chino de Ámsterdam y se encuentra próxima a De Wallen (barrio Rojo). Hay más de 20 cafeterías y coffeeshops frente a la plaza. En la misma se celebra un mercado diario y los sábados un mercado de alimentos orgánicos y un mercado de antigüedades y libros los domingos en los meses de verano.
El Nieuwmarkt está dominado por el edificio conocido como el Waag, que era originalmente una puerta de las murallas medievales de la ciudad, pero que fue convertida en una casa de pesaje tras el derribo de las murallas en el siglo XVII. La plaza se creó cuando los canales de todo el Waag se rellenaron en 1614, y fue utilizado como un mercado (de ahí el nombre). En la Segunda Guerra Mundial, la plaza fue utilizada por los nazis como punto de recogida de judíos que iban a ser enviados a los campos de concentración.
En la década de 1970 muchos edificios en los alrededores de la plaza se derribaron para dar paso a una carretera y a la expansión del metro. Este proyecto dio lugar a fuertes disturbios, conocido como el Nieuwmarktrellen, en 1975. Los planes de la construcción de la carretera se suspendieron, aunque si se realizó la estación de metro, que forma actualmente parte del sistema de metro de Ámsterdam. 